# Bothropoides insularis
Bothropoides insularis là một loài rắn trong họ Rắn lục. Loài này được Amaral mô tả khoa học đầu tiên năm 1921.